# لي سونغ جون (كرة سلة)
لي سونغ جون (الكورية: 이승준) مواليد 18 مارس 1978، هو لاعب كرة سلة كوري جنوبي. يبلغ طوله 6 قدم 8 بوصة (2.0 م). حقق المركز الثاني في دورة الألعاب الآسيوية 2010.

## المسيرة الاحترافية
لعب مع نادي ماديرا لكرة السلة في موسم 2006–2007، ثم لعب مع أولسان موبيس فوبوس في موسم 2007–2008، ثم لعب مع إلان شالون في الدوري الفرنسي في سنة 2009، ثم لعب مع سول سامسونج ثندرز من سنة 2009 إلى 2012، ثم لعب مع وونجو دونجبو برومي من سنة 2012 إلى 2014، ثم لعب مع نادي سول نايتس لكرة السلة في موسم 2015–2016.

## الميداليات
| الميدالية | المسابقة                       |
| --------- | ------------------------------ |
| فضية      | دورة الألعاب الآسيوية 2010     |
| برونزية   | بطولة أمم آسيا لكرة السلة 2013 |

## روابط خارجية
- لي سونغ جون على موقع الاتحاد الدولي لكرة السلة (الإنجليزية)
- لي سونغ جون على موقع كرة السلة الأوروبية.كوم (الإنجليزية)
- لي سونغ جون على موقع كلية كرة السلة في سبورتس رفرنس.كوم (الإنجليزية)
- لي سونغ جون على موقع ريلجم (الإنجليزية)
- لي سونغ جون على موقع بروبوليرز (الإنجليزية)
- لي سونغ جون على موقع سبورتس رفرنس (الإنجليزية)